# Relaciones Bahamas-Estados Unidos
Las relaciones Bahamas-Estados Unidos son las relaciones diplomáticas entre los Estados Unidos y las Islas Bahamas.

## Historia
Las Bahamas y Estados Unidos establecieron relaciones diplomáticas en 1973. Las Bahamas y los Estados Unidos han tenido históricamente relaciones económicas y comerciales estrechas. Sin embargo, desde mucho antes ambos países han compartido lazos étnicos y culturales, especialmente en la educación. En Bahamas viven aproximadamente 30.000 residentes estadounidenses. Además, hay alrededor de 110 negocios relacionados con los Estados Unidos en las Bahamas y, en 2005, el 87% de los 5 millones de turistas que visitaban las Bahamas eran estadounidenses.

## Seguridad
Como vecinos, las Bahamas y su estabilidad política son especialmente importantes para los Estados Unidos. Los gobiernos de EE. UU. y Bahamas han trabajado juntos para reducir la delincuencia y abordar los problemas de migración. Con la isla bahameña más cercana a sólo 45 millas de la costa de Florida, las Bahamas a menudo se usa como puerta de entrada para drogas e indocumentados con destino a Estados Unidos. Los Estados Unidos y las Bahamas cooperan estrechamente para manejar estas amenazas.

## Frontera
La asistencia y los recursos de los Estados Unidos han sido esenciales para los esfuerzos de Bahamas para mitigar el flujo persistente de narcóticos ilegales y migrantes a través del archipiélago. Los Estados Unidos y las Bahamas también cooperan activamente en cuestiones de aplicación de la ley, aviación civil, investigación marina, meteorología y agricultura. La Armada de los Estados Unidos opera una instalación de investigación submarina en la Isla de Andros, al oeste del país.
La Oficina de Aduanas y Protección Fronteriza de los Estados Unidos del Departamento de Seguridad Nacional mantiene instalaciones de "autorización previa" en los aeropuertos de Nasáu y Freeport. Los viajeros a EE. UU. son entrevistados e inspeccionados antes de la salida, lo que permite tiempos de conexión más rápidos en EE. UU.

## Misiones diplomáticas
La Embajada de las Bahamas se ubica en Washington D. C., pero también hay consulados generales en Atlanta, Miami, Nueva York y el propio Washington D. C. Desde marzo de 2022, el embajador de Bahamas en Estados Unidos es Wendall K. Jones.
La Embajada de los Estados Unidos para las Bahamas se encuentra en Nasáu, Nueva Providencia, Bahamas aunque no se ha designado a ningún Embajador oficial para Bahamas desde 2011.